# Bình Phú, Thạch Thất
Bình Phú là một xã thuộc huyện Thạch Thất, thành phố Hà Nội, Việt Nam.
Xã Bình Phú có diện tích 4,97 km², dân số năm 2021 là 11.080 người, mật độ dân số đạt 2.229 người/km².
Xã được chia thành 9 thôn: Bình Xá, Thái Hòa, Phú Hòa, Phú Ổ 1, Phú Ổ 2, Phú Ổ 3, Phú Ổ 4, Phú Ổ 5, Phú Ổ 6.